# Johann Wilhelm Pauli (Freiheitskämpfer)
Johann Wilhelm Pauli (* 9. Mai 1793 in Bettenhagen; † 15. Februar 1813 in Waldbröl) genannt Paul von Bettenhagen war Freiheitskämpfer im sogenannten Knüppelrussenaufstand, im Oberbergischen auch „Speckrussen-“ oder „Speckkosakenaufstand“ genannt.

## Leben
Pauli war der Sohn des Johann Georg Pauli genannt „Räuberpaul“ und der Elisabetha Irsfeld, erlernte den Beruf des Leinewebers, arbeitete aber auch als Bergmann in den Erzgruben der Silberhardt, heute Gemeinde Windeck (Sieg).
Nach dem gescheiterten Russlandfeldzug Napoleons I. kam es zu Beginn des Jahres 1813 infolge von Neurekrutierungen in dem unter französischer Vorherrschaft stehenden Großherzogtum Berg zu Widerständen.
Um Pauli scharten sich andere Rekrutierungsunwillige, die am 24. Januar 1813 aus Widerstand gegen das französisch verhängte Salz- und Tabakmonopol das Haus des Salz- und Tabakdebitanten Schmeiß in Waldbröl plünderten; anschließend zogen sie in Richtung Siegen, um die dortige Unterpräfektur zu stürmen. Dabei wurden sie am 2. Februar 1813 von einer Kompanie Gendarmen geschlagen und gefangen genommen.
Pauli wurde zum Tode verurteilt und am 15. Februar 1813 vor der evangelischen Kirche in Waldbröl erschossen.

## Nachwirkung

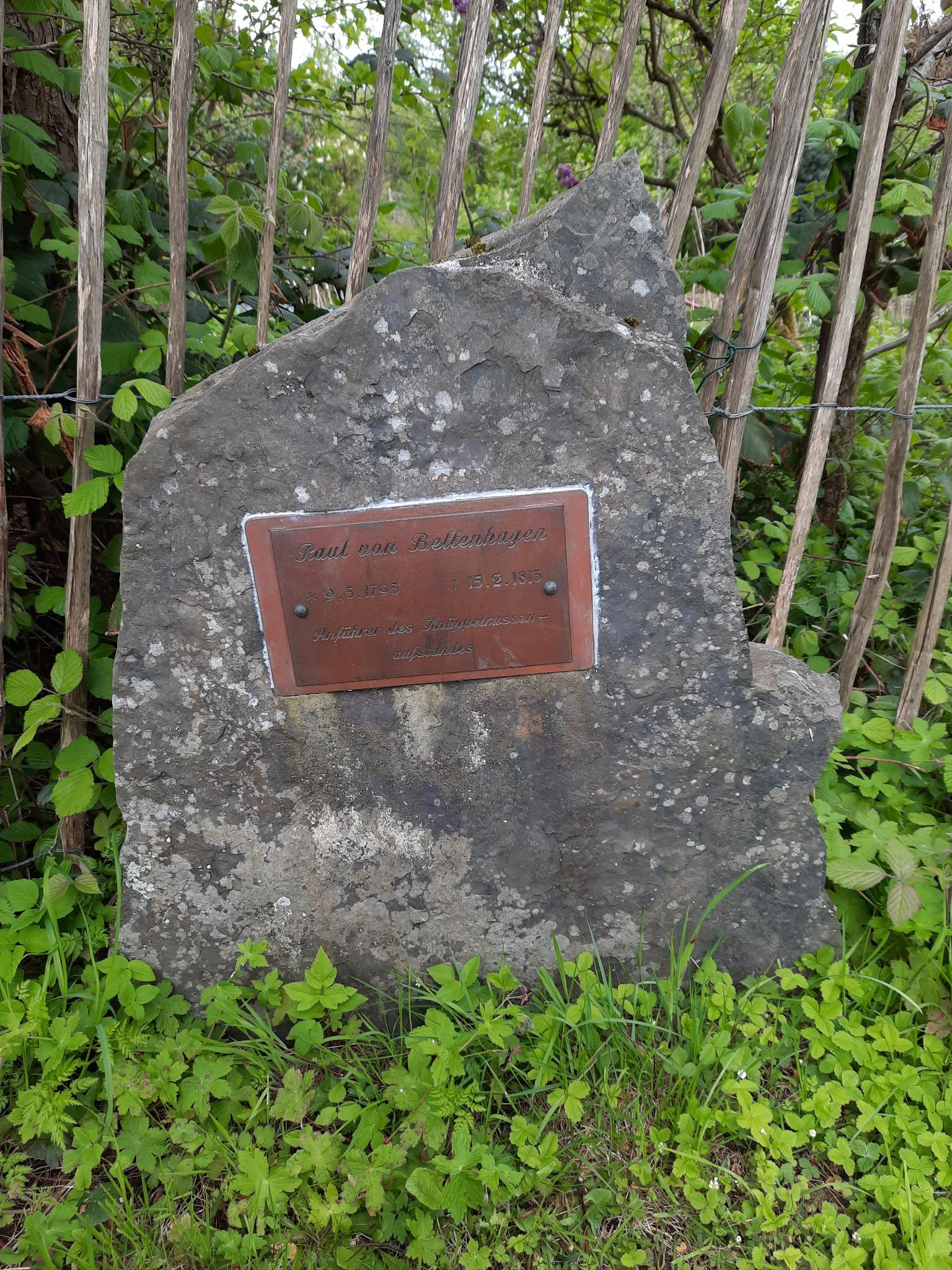
Gedenkstein in Bettenhagen

In den Quellen und der späteren Beurteilung ist umstritten, ob Pauli und seine Leute Freiheitskämpfer oder kriminelle Plünderer waren. 
Nachdem die Gestalt des „Paul von Bettenhagen“ durch die historischen Romane des zeitweise in Waldbröl aufgewachsenen Schriftstellers Klas Ewert Everwyn wieder in Erinnerung gerufen worden war und im südlichen Oberbergischen zu einer gewissen Volkstümlichkeit gelangt war, entstand der Plan, einen Platz in Waldbröl nach ihm zu benennen. Dies scheiterte jedoch schließlich an der uneindeutigen Beurteilung seiner Person. In Paulis Heimatdorf Bettenhagen findet sich allerdings ein schlichter Stein mit Gedenktafel, der von der Dorfgemeinschaft finanziert und aufgestellt wurde.